# Zola praelustris
Zola praelustris là một loài bướm đêm trong họ Geometridae.